# Katedrála svatého Izáka
Katedrální chrám svatého Izáka nebo Isakijevský chrám (rusky Исаакиевский собор) je chrám Ruské pravoslavné církve v Petrohradu.
Je největším z petrohradských chrámů a patří mezi nejčastější cíle turistů a návštěvníků města. Je nejvyšší pravoslavnou katedrálou ve městě a druhou nejvyšší na světě (po chrámu Krista Spasitele v Moskvě). Je zasvěcen svatému Izákovi Dalmatskému, na jehož svátek se narodil Petr I. Veliký. Chrám stojí v centru Petrohradu, na Isakijevském náměstí mezi řekami Mojkou a Něvou.

## Historie

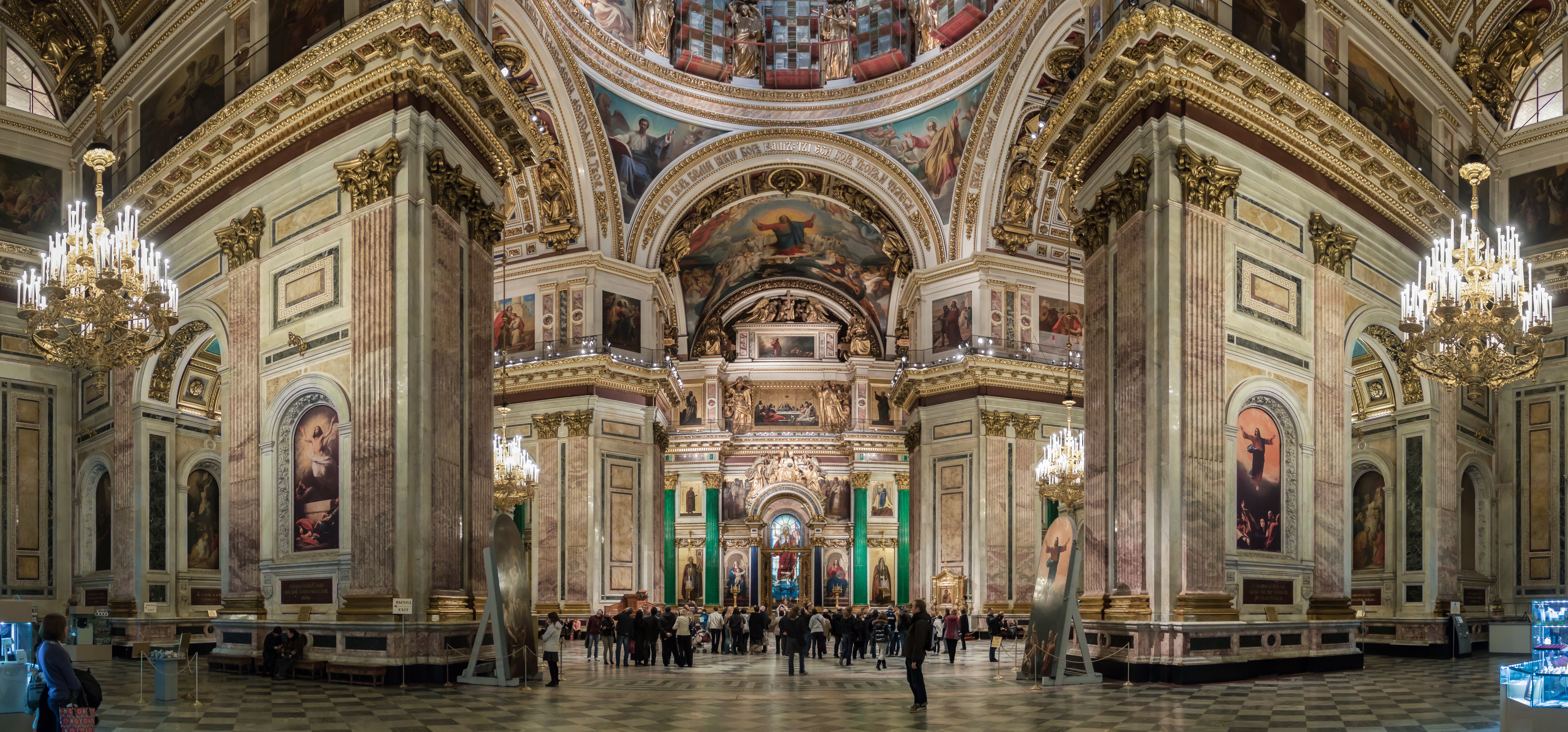
Interiér chrámu

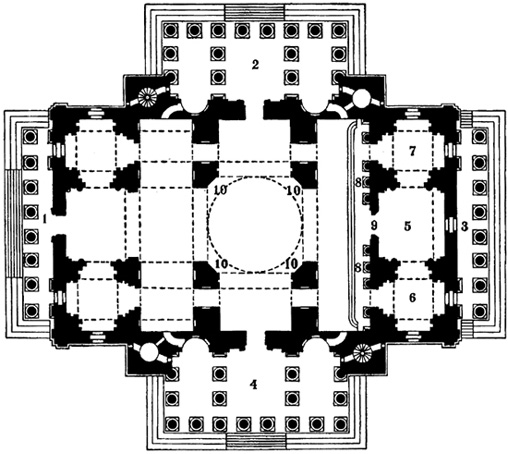
Sv. Izák, půdorys

Chrám stojí na místě dřevěné stavby z roku 1707 a dvou následujících kamenných, které vyhořely. Jednou z nich byla nedokončená stavba italského architekta Antonia Rinaldiho z roku 1764, kterou po roce 1798 dokončil jeho krajan Vincenzo Brenna.
Po porážce Napoleona I. se car Alexandr I. Pavlovič rozhodl, že zde vybuduje národní památník. Vypsanou architektonickou soutěž vyhrál francouzský architekt Auguste de Montferrand a stavba trvala téměř 40 let (1816 až 1858). Chrám je pojmenován na počest pravoslavného světce svatého Izáka z Dalmácie, který byl patronem imperátora Petra I. Je vybudován v neoklasicistickém architektonickém stylu. Dominantou této stavby je pozlacená kupole, sahající do výšky 101 metru, na jejíž pozlacení bylo použito 100 kg čistého zlata. Do chrámu se vejde téměř 14 000 věřících. Během komunistického režimu byl chrám přeměněn na muzeum ateismu a v letech 1928 až 1990 se v něm nesměly konat bohoslužby.

## Popis
Obdélná stavba o rozměrech 111 × 97 m má na všech čtyřech stranách mohutné portiky s osmi sloupy podle římského vzoru, boční portiky jsou však hlubší, takže celek činí dojem centrální stavby s půdorysem ve tvaru řeckého kříže s kopulí uprostřed. Vnějšek chrámu člení a zdobí celkem 112 sloupů z leštěné červené finské žuly, většinou s bronzovými hlavicemi a patkami. Vnitřek je členěn na 5 × 3 klenebních polí s mohutnými pilíři, z nichž ty střední nesou vysoký tambur a kopuli. Vnitřek je vyzdoben různobarevnými kameny, některé sloupy jsou z lapisu lazuli a z malachitu.

## Současnost
Po mnoha letech chátrání a rekonstrukcí ho navštěvují tisíce turistů z celého světa. Chrám je pro veřejnost otevřen jako muzeum (vybíráno vstupné), ale v neděli a během pravoslavných svátků je určen pro pravoslavné bohoslužby.